# Drosophila talamancana
Drosophila talamancana är en tvåvingeart som beskrevs av Wheeler 1968. Drosophila talamancana ingår i släktet Drosophila och familjen daggflugor.
Artens utbredningsområde är Costa Rica, El Salvador och Panama.